# Whitechapel (wijk)
Whitechapel is een wijk in het Londense bestuurlijke gebied Tower Hamlets, in het oosten van de regio Groot-Londen.
Belangrijke straten zijn de Whitechapel Road en de Commercial Street.
Whitechapel en omgeving staat sinds de tweede helft van de 19e eeuw bekend als de East End van Londen.
Dit is de wijk waar Jack the Ripper in 1888 toesloeg.
Aan de Varden Street staat de Zoar Chapel van de Free Presbyterian Church of Scotland.
Aan de Whitechapel High Street ligt sinds 1901 het museum de Whitechapel Gallery.
Sinds de jaren zeventig wonen er veel mensen afkomstig uit Bangladesh, met name uit Sylhet.
De omgeving van Brick Lane staat bekend als "Banglatown".
Sinds 1985 is er een grote moskee, East London Mosque, aan de Whitechapel Road.
Aan de Whitechapel Road ligt ook het metrostation Whitechapel met een ondergrondse halte van London Overground en een bovengrondse halte van de London Underground.

## Foto's van Whitechapel

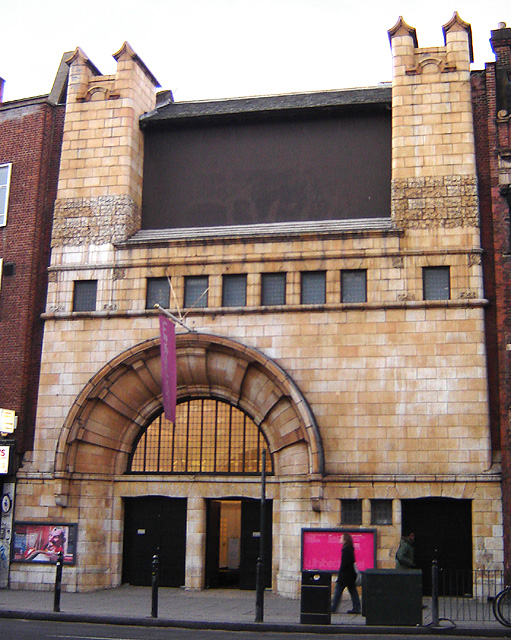
Whitechapel Gallery
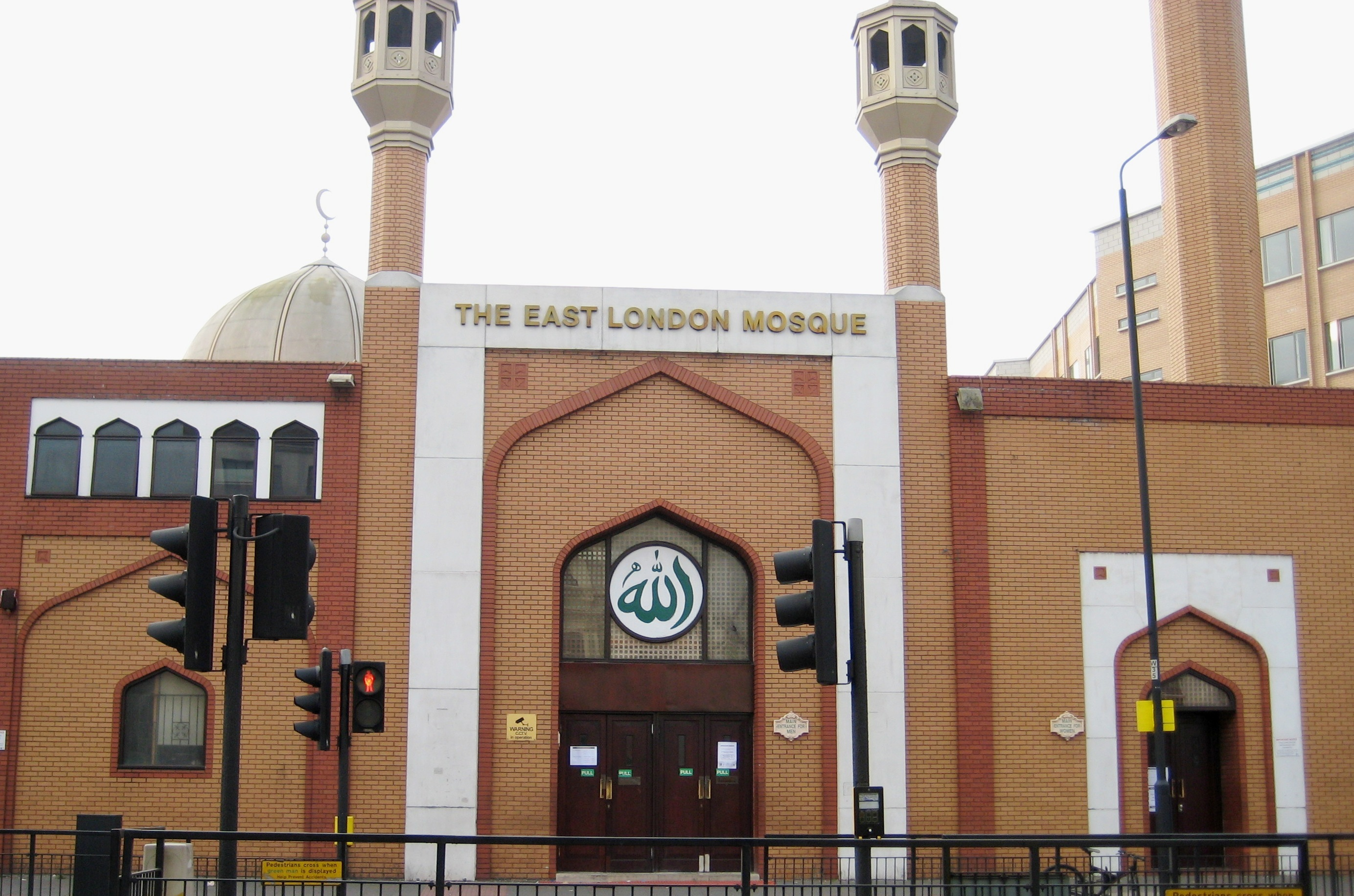
Moskee
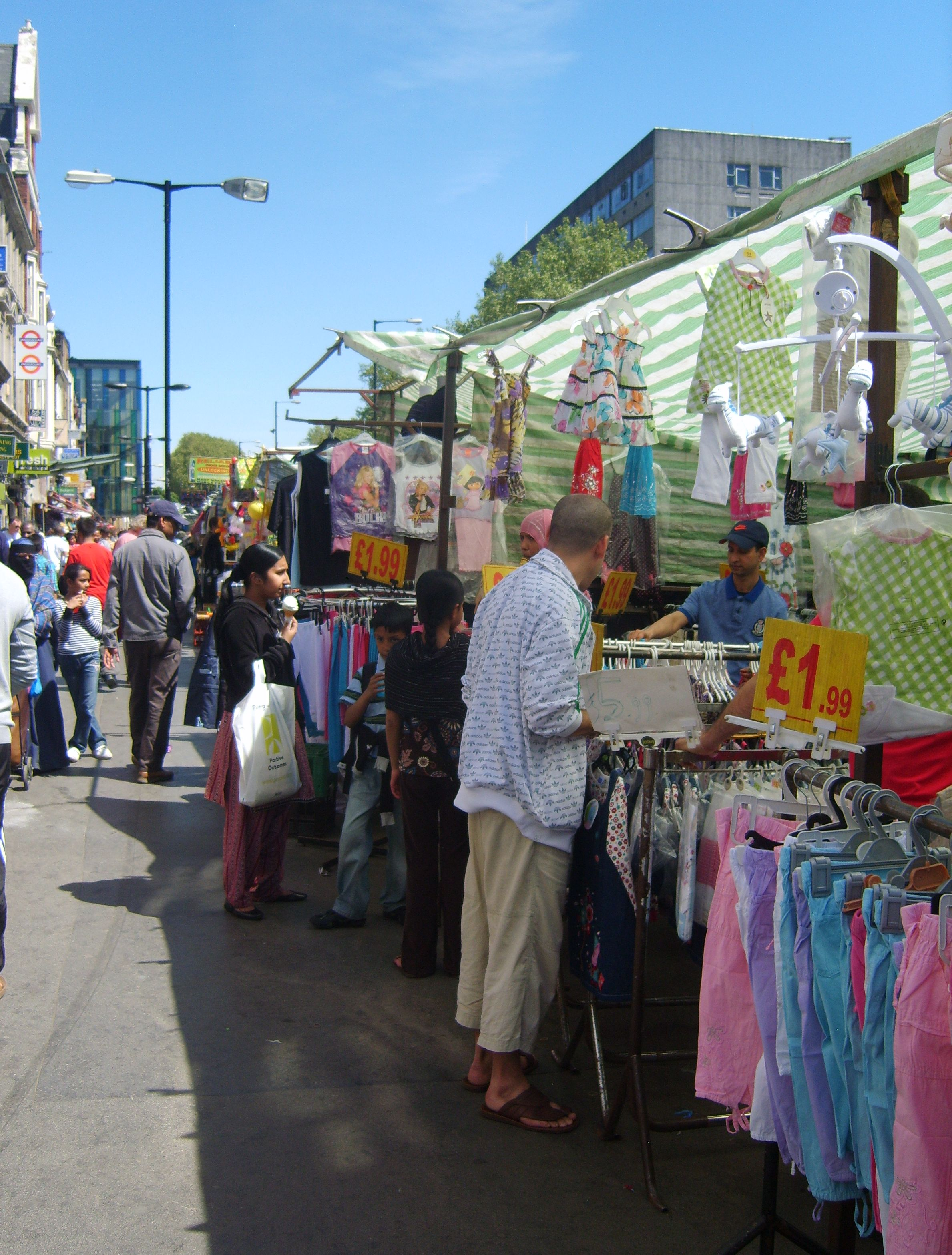
Markt bij metrostation Whitechapel
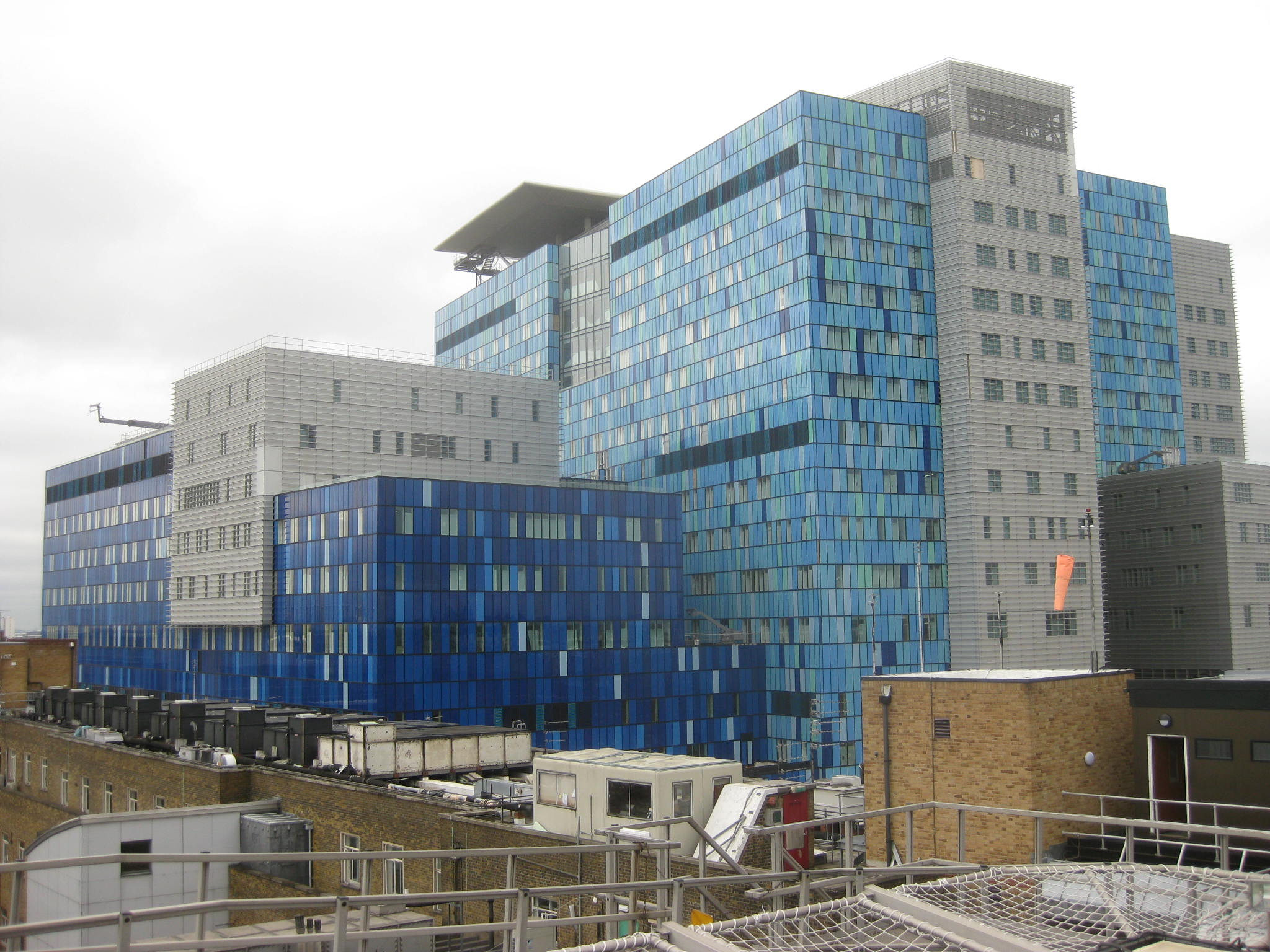
Royal London Hospital

## Geboren
- John Hoppner (1758-1810), kunstschilder
- Tina Charles (1954), discozangeres
- Paul Day (1956-2025), zanger
- Lloyd Doyley (1982), Jamaicaans voetballer

## Overleden
- Mary Ann Nichols (1845-1888) eerste canonieke slachtoffer van Jack the Ripper
- Annie Chapman (1841-1888) tweede canonieke slachtoffer van The Ripper
- Elizabeth Stride (1843-1888) derde canonieke slachtoffer van The Ripper